# 대구환경자원사업소
대구환경자원사업소축구장(大邱環境資源事業所蹴球場, Daegu Environment and Resources Office Football Field)은 대한민국 대구광역시 달성군에 있는 스포츠 시설이다. 인조잔디 필드가 갖춰진 경기장이며, 2010년에 준공되었다.

## 참고 문헌
- 《2023 전국 공공체육시설 현황 (2022년 12월말 기준)》. 대한민국 문화체육관광부. 2024.